# Методизъм
Методизъм е деноминация от християнството, възникнало като движение в рамките на Англиканската църква за духовно възраждане и чистота.

## История
Създадено е от Джон Уесли (1703-1791). След неговата смърт последователите му се отделят в отделна деноминация. Най-силно разпространен е в Северна Америка.
Методизмът изпитва силно влияние от Пиетисткото движение в Лутеранската църква (класическата протестантска църква и най-голямата евангелистка деноминация; всички други протестантски църкви се считат за секти спрямо нея) и спомага за големи социални промени в Западна Европа. От своя страна методизмът довежда до още по-нови духовни съживления в Западна Европа и в Северна Америка – Движението на светостта и Петдесятно-харизматичното движение.

## Характерни черти
1. Методичност в изучаването на Библията
2. Наблягане на личното обръщение към Иисус Христос (истинско новорождение чрез лично приемане на Христос и покаяние)
3. Арминиянско богословие, което за разлика от калвинисткото, набляга върху човешката свобода и отговорност пред Бог и отрича калвинисткото определение за предопределението
4. Наблягане върху социалната дейност на Църквата
5. Силно наблягане върху освещението

## Теология
Повечето методисти приемат арминианската концепция за свободната воля чрез Божията милост. По този начин те се противопоставят на калвинистката концепция за предопределеността при спасението, в опозиция на реформираните църкви. В силно реформираните територии като Уелс обаче се наблюдава Калвинистки Методизъм, наречен Презвитерианска църква на Уелс.
Джон Уесли е изучаван от методистките министранти за интерпретацията си за църковната практика и доктрина. В сърцето си, теологията на Уесли очертава живота на добрия християнин: да обичаш Бог с цялото си сърце, ум, душа и сила и да обичаш ближния, както обичаш себе си.
Методизмът приема класическата доктрина за Светата Троица: Отца, Сина и Светия Дух, както и за едновременно човешката и божествена същност на Иисус. Той също признава Апостолския и Никейския символ на вярата. Води се че тези символи на вярата имат общо с библейското свидетелство за Божиите действия.
Тайнствата в методистката църква следват интерпретациите в Англиканството. Това идва от теологията на Джон и Чарлс Уесли, които били англикански свещеници. Както е отбелязано в „Статии на религията“, методистите признават две тайнства: Кръщение и Света Евхаристия. Те също признават за съществуването и на други видове божия милост, които често функционират като тайнства, но не се признават като такива.